# Teja Vidic
Teja Vidic (* 1. September 1998 in Ljubljana) ist eine slowenische Schachspielerin.

## Leben
Das Schachspielen lernte Teja Vidic im zweiten Schuljahr. Sie besuchte das Gymnasium Bežigrad in Ljubljana, seitdem studierte sie an der medizinischen Fakultät der Universität Ljubljana.

## Erfolge
Die slowenische U14-Meisterschaft der weiblichen Jugend konnte sie 2012 in Rogaška Slatina gewinnen. 2017 wurde sie slowenische Einzelmeisterin der Frauen.
Sie nahm mit der slowenischen U18-Mannschaft der weiblichen Jugend zwischen 2011 und 2016 an sechs Europameisterschaften teil. Für die slowenische Frauennationalmannschaft spielte sie bei den Mitropapokalen der Frauen 2017 in Balatonszárszó und 2018 in Isola di Capo Rizzuto, bei den Mannschaftseuropameisterschaften 2017 in Chersonissos und 2019 in Batumi sowie den Schacholympiaden 2016 (in Baku), 2018 (in Batumi) und 2024 (in Budapest).
Ihr Verein in Slowenien war bis 2017 der SK Kommenda. Seit 2018 spielt sie für den ŽŠK Maribor, mit dem sie an den European Club Cups der Frauen 2018 in Porto Carras und 2019 in Ulcinj teilnahm. In der österreichischen Damenbundesliga spielt sie für den SK Baden und gewann diese 2020.
Seit Februar 2020 trägt sie den Titel Internationaler Meister der Frauen (WIM). Die Normen hierfür erzielte sie bei einem Turnier in Triest im September 2017 mit Übererfüllung, in der A-Gruppe des internationalen Opens in Graz im Februar 2018, bei der Mannschaftseuropameisterschaft im November 2019 sowie eine Woche später beim European Club Cup der Frauen.
Ihre bisher höchste Elo-Zahl war 2262 im Februar 2020. Sie war damals hinter Laura Unuk Zweite der slowenischen Elo-Rangliste der Frauen.
Unter dem Namen Checkitas betreibt sie gemeinsam mit Laura Unuk und Lara Janželj einen Twitch-Kanal.